# Carlisle A. H. Trost
Carlisle A. H. Trost, ameriški admiral, * 24. april 1930, Valmeyer, Illinois, ZDA, † 29. september 2020, Maryland, ZDA.
Bil je najboljši diplomiranec Pomorske akademije ZDA v letniku 1953; posledično je bil sprejet v podmorniško službo. Pozneje je služboval tudi na rušilcih.
Trost je med drugim bil:
- poveljnik Podmorniške flotilje 1,
- poveljnik Podmorniške skupine 5,
- namestnik poveljnika Pacifiške flote,
- poveljnik 7. flote (1980–81)[1],
- poveljnik Atlantske flote (1985–86)[2],
- namestnik poveljnika Atlantskega poveljstva in
- načelnik pomorskih operacij ZDA (1986–1990)[3][4] Trost served as CNO from July 1, 1986 to June 29, 1990.[5].